# José de Queirós Vaz Guedes
José de Queirós Vaz Guedes (Alcácer do Sal, 13 de outubro de 1938 – Lisboa, 11 de janeiro de 2016) foi um hoquista internacional português. Representou o Clube Atlético de Campo de Ourique e a Selecção Nacional.

## Biografia
Filho de José Maria do Carmo de Queirós Vaz Guedes (Santarém, 17 de Julho de 1902 - ?), Engenheiro Civil, etc, e de sua mulher (Santarém, 4 de Maio de 1929) Maria de Lourdes de Vasconcelos e Sá Guerreiro Nuno (Lisboa, 8 de Setembro de 1906 - ?), irmã de José Aníbal de Vasconcelos e Sá Guerreiro Nuno, bisneta do 1.º Barão de Albufeira, prima-sobrinha do 1.º Visconde de Silvares e neta materna duma Espanhola, neto paterno de João Teixeira de Queirós Vaz Guedes, meio-sobrinho-neto do 1.º Barão de Lordelo e bisneto por via matrilineal duma Italiana, e de sua mulher D. Amélia de Sousa Coutinho, filha do 5.° Conde de Linhares, e irmão de Maria Augusta de Queirós Vaz Guedes (30 de Janeiro de 1930) e Maria Amália de Queirós Vaz Guedes (17 de Abril de 1931).
Com apenas dezasseis anos, teve a primeira de 132 internacionalizações como sénior.
Ao longo da sua carreira de hoquista disputou 678 jogos, com 461 vitórias. Foi 115 vezes capitão da Selecção Nacional e marcou 523 golos.
Conquistou 7 Campeonatos do Mundo e da Europa ganhos pela Selecção Portuguesa, 4 Taças Latinas, 2 Torneios de Montreux, 1 Taça Ibérica, 1 Taça Teresa Herrera, 3 Jogos Luso-Brasileiros, 3 Torneios Internacionais de Lourenço Marques, 1 Torneio Internacional do Rio de Janeiro, 1 Torneio Internacional de Luanda, 1 Torneio Internacional de Lisboa.
José Vaz Guedes foi velado na Basílica da Estrela, em Lisboa, realizando-se o funeral na terça-feira seguinte. Após a celebração da missa de corpo presente, marcada para as 9.30 horas, o funeral seguiu para o Cemitério dos Prazeres.